# محصولات بهداشتی زنانه
محصولات بهداشتی زنانه (که با عنوان محصولات بهداشتی قاعدگی نیز شناخته می‌شوند) محصولات مراقبت شخصی هستند که زنان در طول دوران قاعدگی، ترشحات واژن و سایر عملکردهای بدن در ارتباط با فرج و واژن از آن استفاده می‌کنند.
این محصولات می‌توانند یکبار مصرف یا قابل استفادهٔ مجدد باشد. انواع نوار بهداشتی، تامپون‌ها و پدهای بهداشتی روزانه نمونه‌ای از محصولات بهداشتی زنانه هستند. همچنین فنجان قاعدگی، پدهای قاعدگی قابل شست‌وشو و شورتکسها، از جمله محصولات بهداشتی زنانهٔ قابل استفاده مجدد هستند.
محصولاتی که به منظور پاکسازی ناحیه تناسلی یا داخل واژن، مانند دئودورانت‌های زنانه، دوش، پودرهای زنانه، صابون‌های زنانه و دستمال‌های زنانه نیز در محصولات بهداشتی زنانه دسته‌بندی می‌شوند. این محصولات ممکن است منجر به واکنش‌های آلرژیک و تحریک‌کننده شوند چرا که واژن خود به‌طور طبیعی باکتری‌ها را از بین می‌برد. برای مثال بسیاری از متخصصان بهداشت، دوش واژینال را توصیه نمی‌کنند زیرا می‌تواند تعادل فلور واژن و اسیدیته آن را تغییر دهد.

## انواع محصولات بهداشتی زنانه

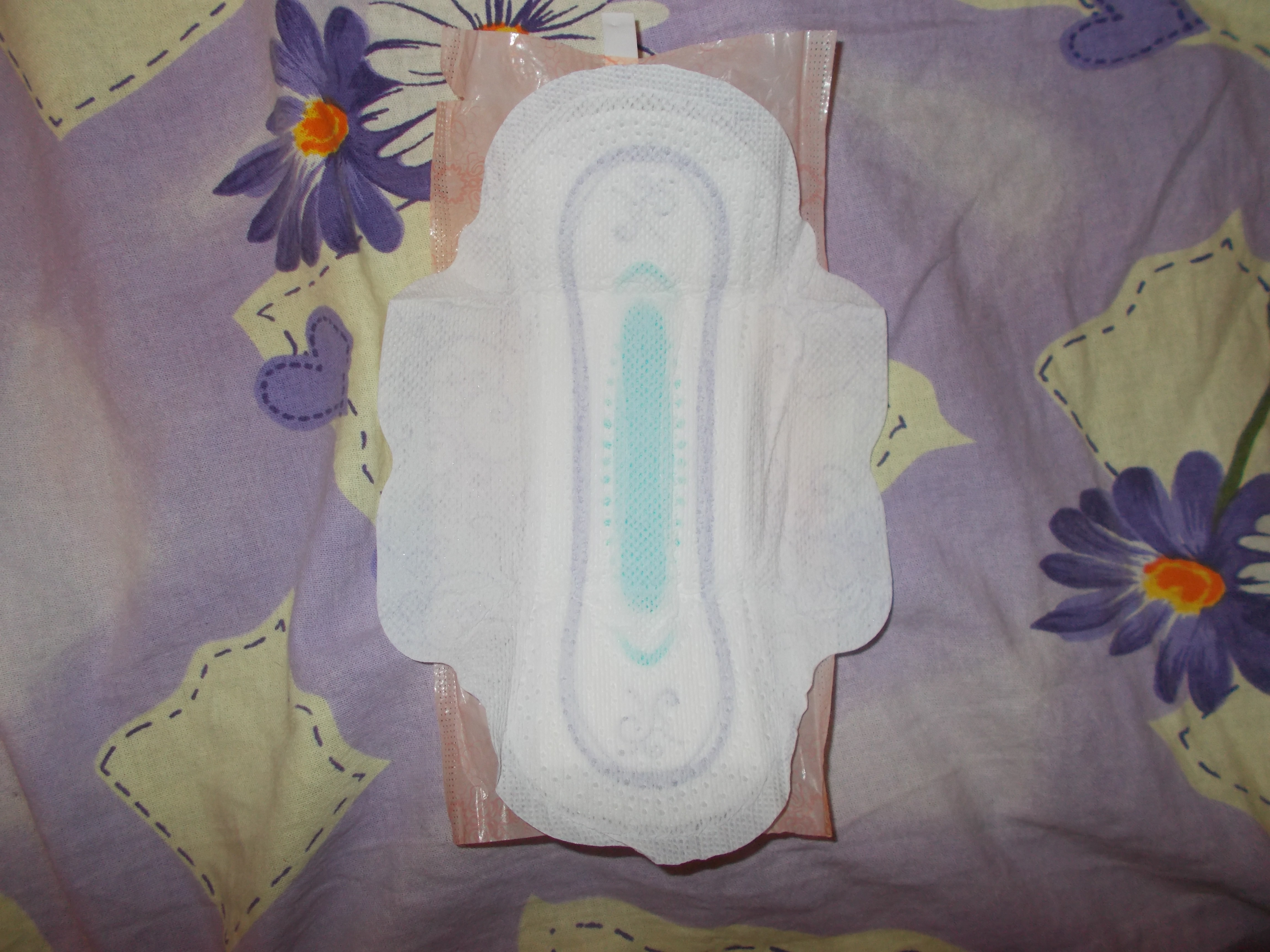
نوار بهداشتی

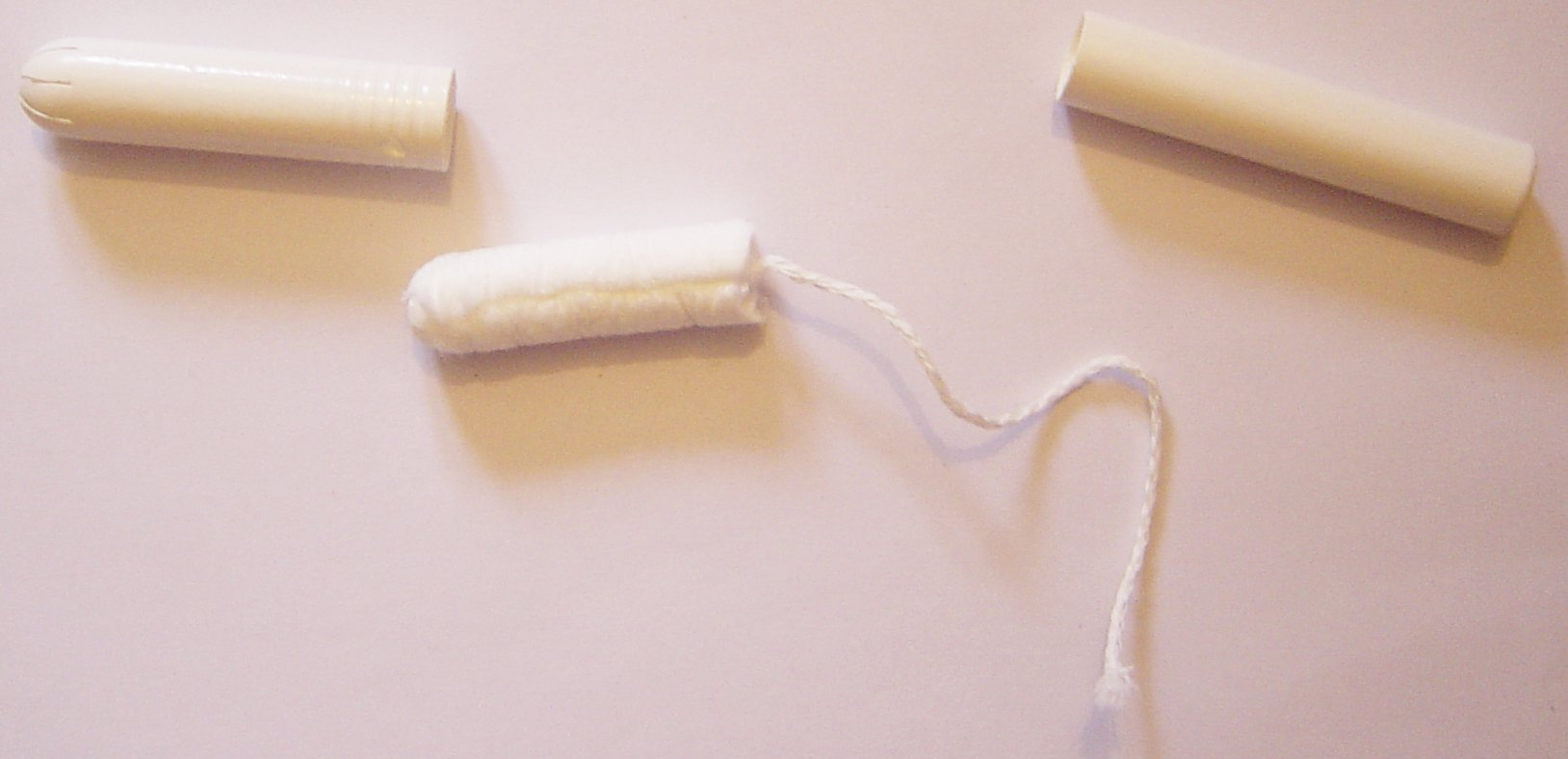
تامپون

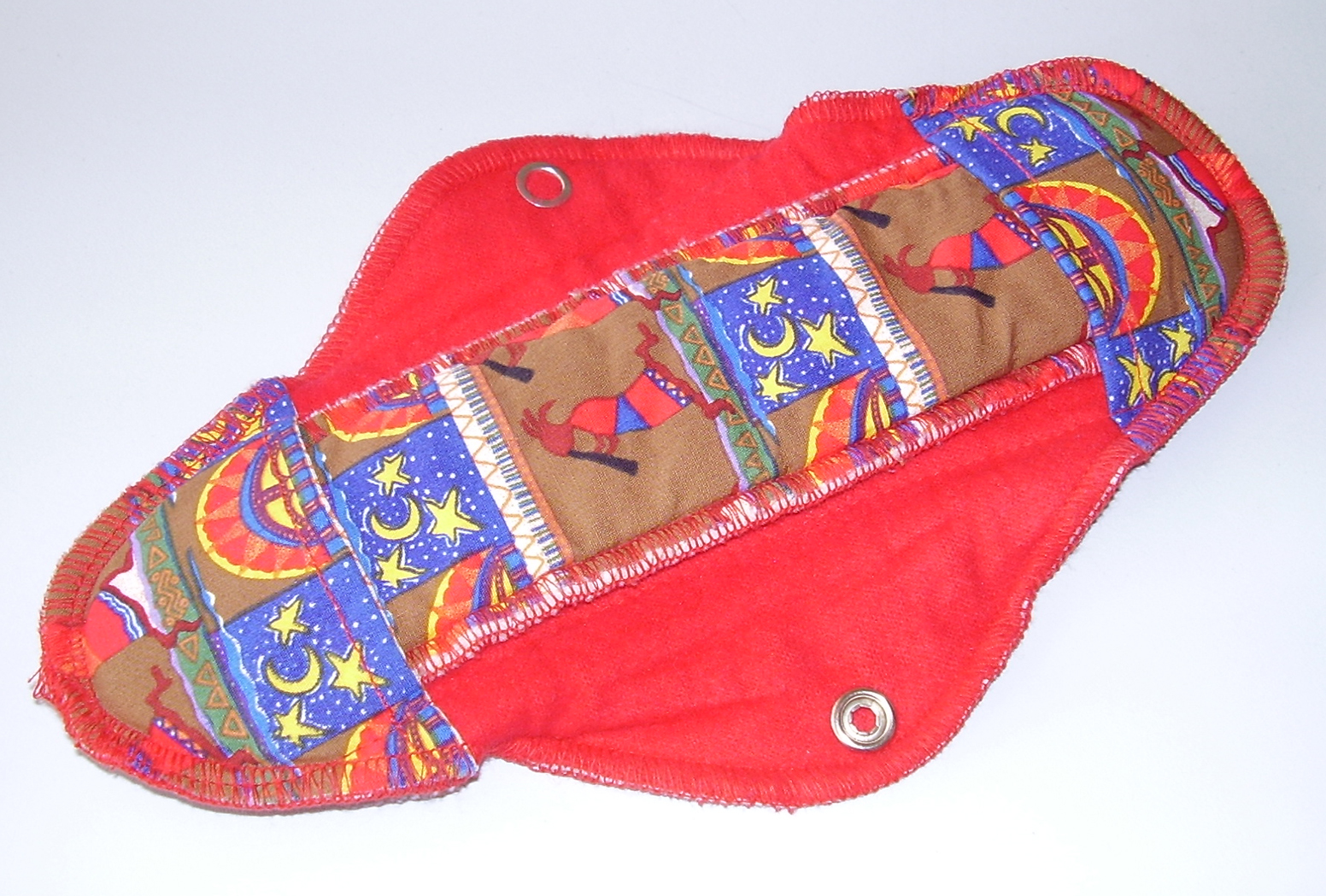
پد قاعدگی قابل شست‌وشو با طرح کوکوپلی

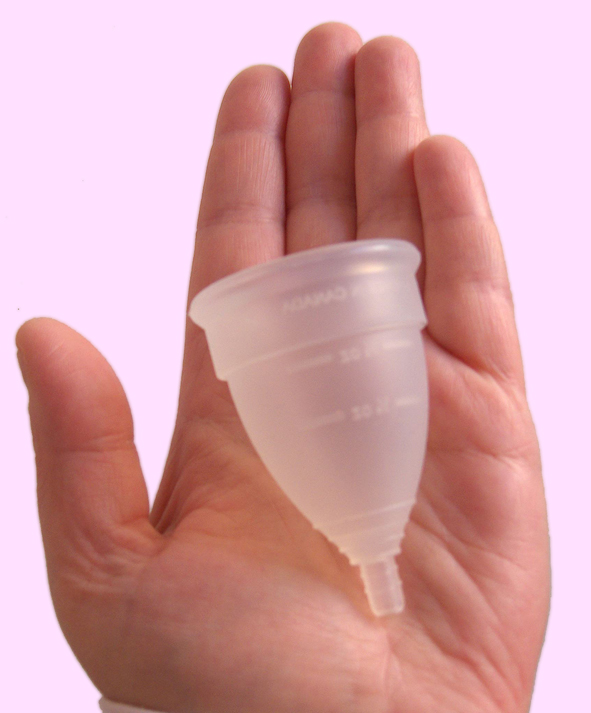
فنجان قاعدگی

### قابل عرضه
- پد بهداشتی روزانه
- نوار بهداشتی
- تامپون

### قابل استفاده مجدد
- فنجان قاعدگی
- پد قاعدگی قابل شست‌وشو
- شورتکس
- اسفنج قاعدگی

### محصولات نظافتی
- دوش واژینال
- دستمال‌های زنانه

## خطرات
محصولات مختلف ممکن است شامل عوارض جانبی مؤثر بر سلامت باشند. وجود برخی از این عوارض قابل اثبات است و برخی دیگر عوارضشان قابل اثبات نیست.

## جامعه و فرهنگ

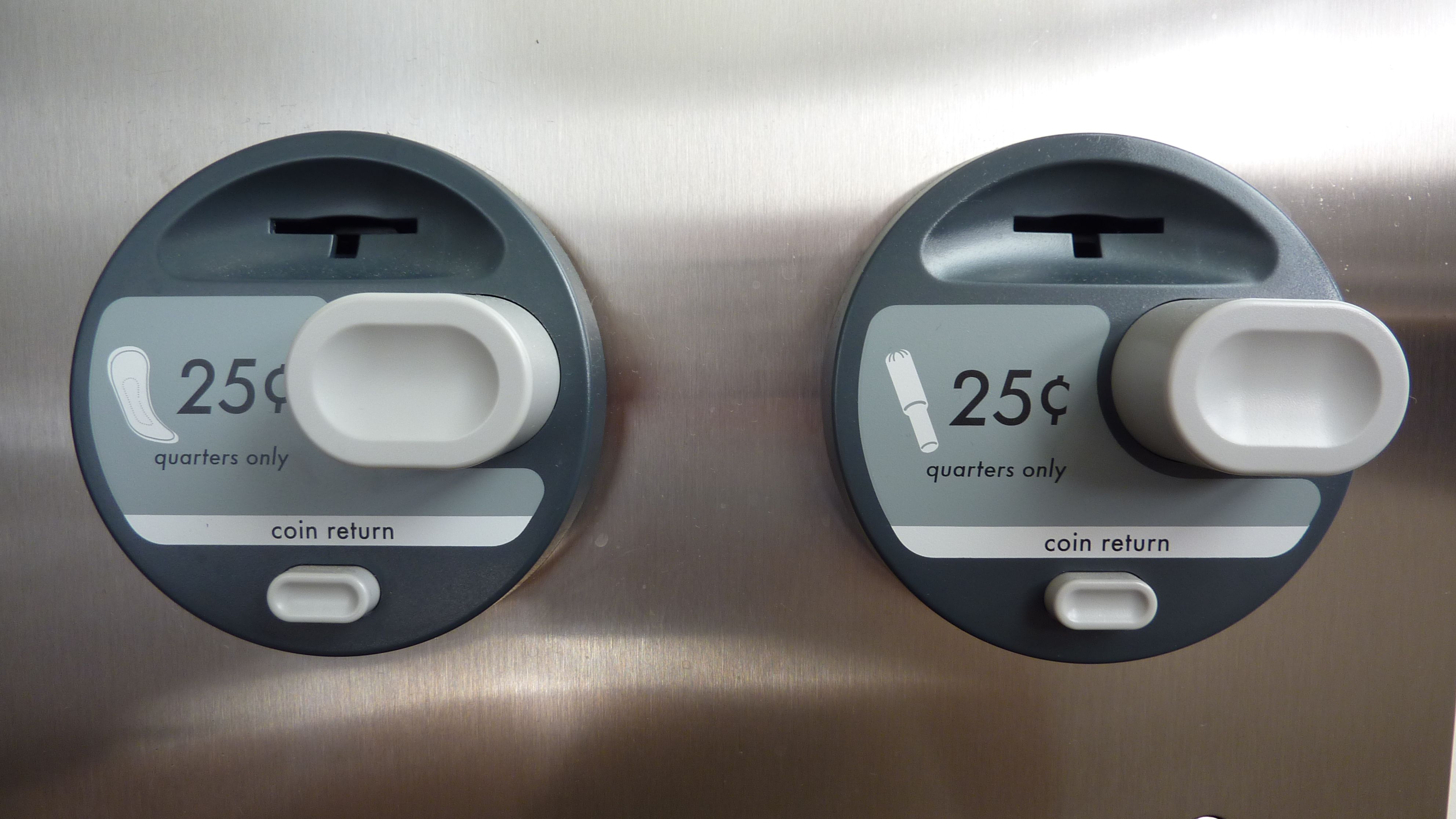
این تصویر دو دستگاه فروش محصولات بهداشتی زنانه را نشان می‌دهد که معمولاً در سرویس‌های بهداشتی عمومی نصب می‌شوند. این دستگاه‌ها محصولات بهداشتی مانند تامپون و نوار بهداشتی را با قیمت مشخصی ارائه می‌دهند. تصویر مرتبط با موضوع دسترسی و قیمت‌گذاری محصولات بهداشتی زنانه است و نشان‌دهنده اهمیت فراهم کردن این محصولات در مکان‌های عمومی برای حمایت از بهداشت زنان می‌باشد.

در کشورهای کم درآمد، انتخاب زنان از بین لوازم بهداشتی قاعدگی اغلب بر اساس هزینه‌ها، در دسترس بودن و هنجارهای اجتماعی تعیین می‌شود.

### هزینه‌ها و مالیات
مالیات تامپون یک اصطلاح برای مالیات بر فروش تامپون، نوار بهداشتی و فنجان قاعدگی است. هزینه این محصولات تجاری برای مدیریت قاعدگی برای بسیاری از زنان کم درآمد غیرقابل قبول است. حداقل نیم میلیون زن در سراسر جهان به اندازه کافی پول ندارند تا بتوانند از پس هزینه‌های این محصولات بربیایند. این مسئله می‌تواند باعث از دست دادن مدرسه یا حتی رها کردن آن شود.

### دسترسی به محصولات در زندان
دفتر فدرال زندان‌ها در ایالات متحده اعلام کرد که دسترسی رایگان زنان به پدهای قاعدگی و تامپون‌ها تضمین می‌شود.
در بخش ۴۱۱ از اولین گام قانون که در تاریخ ۲۲ می ۲۰۱۸ تصویب شد، آمده‌است: «مدیر دفتر زندان‌ها باید محصولات بهداشتی را که در بند ج شرح داده شده‌است، مطابق با نیازهای هر زندانی به صورت رایگان در اختیار آنان قرار دهد.»